# Lista de Verificação Modificada para Autismo em Crianças
A Lista de Verificação Modificada para o Autismo em Crianças (M-CHAT, na sigla em inglês para  Modified Checklist for Autism in Toddlers) é um questionário psicológico que avalia o risco para o Transtorno do Espectro do Autismo em crianças de 16 a 30 meses. Hoje, já existe uma versão revisada (em inglês, M-CHAT-Revised) com uma atualização das questões. O teste, que contém 20 perguntas, é preenchido pelos pais e uma parte refere-se a crianças que são classificadas como de médio a alto risco para o autismo. Porém, crianças que pontuam na zona de médio a alto risco podem não necessariamente atender aos critérios para o diagnóstico. A lista de verificação é projetada para que os médicos possam interpretá-la imediata e facilmente. O M-CHAT mostrou confiabilidade e validade relativamente boas na avaliação de sintomas de autismo infantil em estudos recentes.